# Expresso II
Expresso II är ett musikalbum av Gong, lanserat 1978 på Virgin Records. Albumtiteln kan uppfattas som en anakronism då det i Europa aldrig gavs ut något album med titeln Expresso, däremot blev gruppens förra album Gazeuse! omdöpt till just Expresso för den nordamerikanska marknaden, vilket förklarar titeln Expresso II. Efter detta album kom Pierre Moerlen att döpa om gruppen till Pierre Moerlen's Gong för att särskilja den från den tidigare Daevid Allen-ledda och musikaliskt annorlunda eran av Gong.
På albumets första spår "Heavy Tune" medverkar Mick Taylor på elgitarr.

## Låtlista
(kompositör inom parentes)
1. "Heavy Tune" (Pierre Moerlen) - 6:22
2. "Golden Dilemma" (Hansford Rowe) - 4:51
3. "Sleepy" (Mireille Bauer) - 7:17
4. "Soli" (Hansford Rowe) - 7:37
5. "Boring" (Mireille Bauer) - 6:23
6. "Three Blind Mice" (Benoît Moerlen) - 4:47